# Andrew D. Bruce

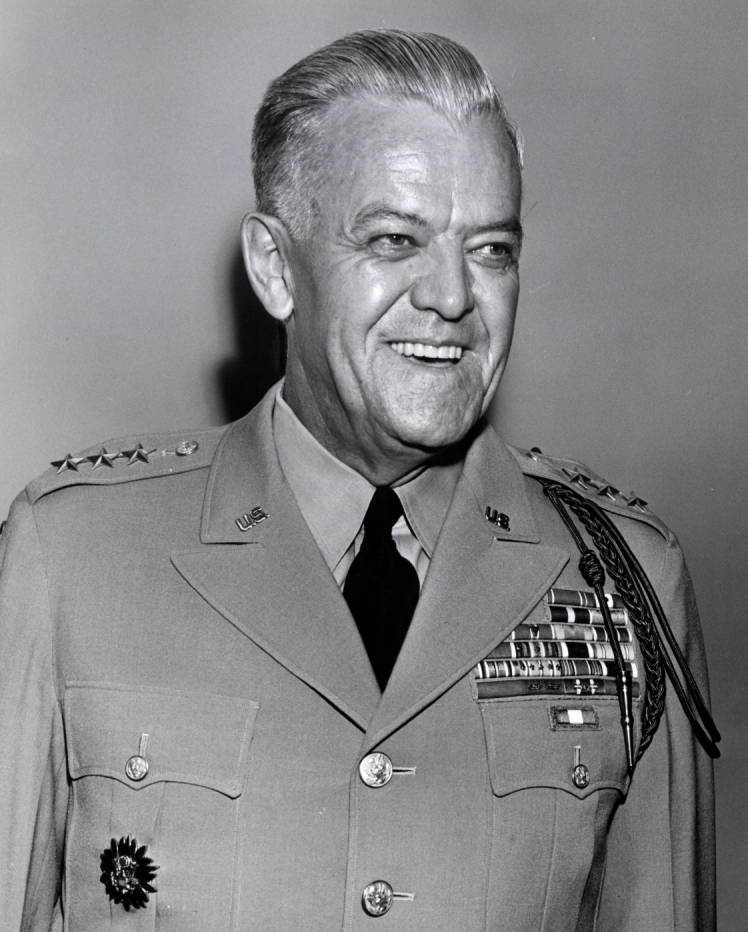
Andrew Davis Bruce (1954)

Andrew Davis Bruce (* 14. September 1894 in St. Louis, Missouri; † 28. Juli 1969 in North Carolina) war ein Generalleutnant der United States Army. Er war unter anderem Kommandeur der 7. Infanteriedivision.
Andrew Bruce war ein Sohn von John Logan Bruce und dessen Frau Martha Washington Smith. Die Familie zog nach Texas und Andrew begann ein Studium am Agricultural and Mechanical College, einer Vorgänger-Institution der späteren Texas A&M University. Er absolvierte eine Offiziersausbildung und gelangte im Jahr 1917 in das Offizierskorps des US-Heeres. In der Armee durchlief er anschließend alle Offiziersränge vom Leutnant bis zum Drei-Sterne-General.
Im Lauf seiner militärischen Karriere absolvierte Bruce verschiedene Kurse und Schulungen. Dazu gehörten unter anderem die US-Army Infantry School, die Field Artillery School, das Command and General Staff College, das United States Army War College und das Naval War College.
Während des Ersten Weltkriegs gehörte er den American Expeditionary Forces an, mit denen er aktiv am Kriegsgeschehen teilnahm. Er diente in einem mit Maschinengewehren ausgerüsteten Bataillon der 2. Infanteriedivision und nahm an mehreren Schlachten teil. Dazu gehörten unter anderem die Schlacht von St. Mihiel und die Maas-Argonnen-Offensive. Für seine damaligen militärischen Leistungen wurde er mit dem Distinguished Service Cross ausgezeichnet.
In den 1920er und 1930er Jahren setzte er seine Offizierslaufbahn fort. Er absolvierte die erwähnten Schulen und war selbst an einigen Bildungseinrichtungen als Dozent tätig. Zwischenzeitlich war er am Panamakanal stationiert. Außerdem gehörte er zeitweise dem Generalstab im Kriegsministerium an.
Nach dem amerikanischen Eintritt in den Zweiten Weltkrieg wurde Andrew Bruce Kommandeur des Tank Destroyer Commands im damaligen Camp Hood, das bald darauf in Fort Hood umbenannt wurde. Dort wurden Panzerabwehrwaffen und Anti-Panzertaktiken entwickelt. Dieses Kommando, das auch den Oberbefehl über den Stützpunkt Fort Hood, das heutige Fort Cavazos, einschloss, hatte er zwischen März 1942 bis Mai 1943.
Nach seiner Zeit im texanischen Fort Hood wurde Arnold Bruce, inzwischen als Generalmajor, auf den pazifischen Kriegsschauplatz versetzt, wo er das Kommando über die 77. Infanteriedivision übernahm, das er zwischen Mai 1943 und Februar 1946 innehatte. Mit dieser Division nahm er in den Jahren 1944 und 1945 an der Endphase des Kriegs gegen Japan teil. Die Division kämpfte unter anderem auf Guam, Papua-Neuguinea, den Philippinen und bei der Schlacht um Okinawa. Nach der japanischen Kapitulation gehörte die Division zu den dortigen amerikanischen Besatzungstruppen. Dabei war Bruce zwischenzeitlich Militärgouverneur von Hokkaidō.
Als Nächstes erhielt Andrew Bruce das Kommando über die 7. Infanteriedivision, das er zwischen März 1946 und Oktober 1947 ausübte. Diese Division war damals in Korea stationiert. Nachdem er sein Kommando an Harlan N. Hartness abgetreten hatte, wurde Bruce stellvertretender Kommandeur der in Fort Sam Houston stationierten 4. Armee. Diese Position bekleidete er zwischen 1947 und 1951. Danach übernahm er die Leitung des Armed Forces Staff Colleges, die er bis zu seiner Pensionierung am 31. Juli 1954 innehatte.
Nach seiner Pensionierung wurde Andrew Bruce Präsident der University of Houston. Außerdem war er Präsident der Handelskammer von Houston. Im Jahr 1961 gab er seine Ämter in Houston auf und zog nach North Carolina, wo er am 28. Juli 1969 verstarb. Er fand seine letzte Ruhestätte auf dem amerikanischen Nationalfriedhof Arlington.

## Orden und Auszeichnungen
Andrew Bruce erhielt im Lauf seiner militärischen Laufbahn unter anderem folgende Auszeichnungen:
- Distinguished Service Cross
- Army Distinguished Service Medal
- Navy Distinguished Service Medal
- Legion of Merit
- Bronze Star Medal
- Air Medal
- Purple Heart
- Orden der Ehrenlegion (Frankreich)

Hinzu kamen noch einige philippinische Verdienstorden.